# Бабка (кулинария)
Ба́бка (нем. Gugelhupf) — кондитерское изделие, приготавливаемое без дрожжей, с использованием в качестве разрыхлителя соды, аммония, пекарского порошка или без искусственных разрыхлителей, но с небольшим количеством муки или без муки, с хлебом или сухарями.
Примерно с середины XIX века в России бабы пытались замешивать на соде и выпекать не в русской печи, а в духовке. В результате изменился вкус изделия, размер и форма — уменьшился размер, оно стало широким и плоским (см. Лепёшка). Сначала, для сохранения формы, начали использовать небольшие металлические формы, а затем бабки стали выпекать без соды, увеличив долю взбитых сливок.
Обычно бабки выпекают за полчаса до обеда и подаются на десерт политыми сладким соусом или вареньем.